# Saint-Arailles
Saint-Arailles é uma comuna francesa na região administrativa de Occitânia, no departamento de Gers. Estende-se por uma área de 13,2 km². Em 2010 a comuna tinha 140 habitantes (densidade: 10,6 hab./km²).